# Лема Лебега
Лема Лебега у теорії метричних просторів стверджує, що для будь-якого відкритого покриття {\displaystyle {\mathcal {U}}} компактного метричного простору {\displaystyle X} існує число {\displaystyle \delta >0} таке, що будь-яка підмножина діаметра {\displaystyle \delta } в {\displaystyle X} міститься хоча б в одному елементі покриття {\displaystyle {\mathcal {U}}}. 
Таке число {\displaystyle \lambda } називається числом Лебега покриття {\displaystyle P}.
Для некомпактних метричних просторів це твердження не є вірним, можливо навіть побудувати двоелементне покриття дійсної прямої, для якого немає жодного числа Лебега.

## Доведення
Нехай {\displaystyle {\mathcal {U}}} — відкрите покриття простору {\displaystyle X}. Оскільки {\displaystyle X} є компактним простором можна вважати покриття скінченним з елементами {\displaystyle \{A_{1},\dots ,A_{n}\}\subseteq {\mathcal {U}}}.
Якщо якась із множин {\displaystyle A_{i}} є рівною {\displaystyle X} то будь-яке число {\displaystyle \delta >0} буде числом Лебега.
В іншому випадку для кожного {\displaystyle i\in \{1,\dots ,n\}}, позначимо {\displaystyle C_{i}:=X\setminus A_{i}} і ці множини будуть непорожніми. Введемо функцію {\displaystyle f:X\rightarrow \mathbb {R} } визначену як {\displaystyle f(x):={\frac {1}{n}}\sum _{i=1}^{n}d(x,C_{i})}.
Функція {\displaystyle f} є неперервною на компактній множині і тому набуває свого мінімального значення {\displaystyle \lambda }. Образ {\displaystyle f(X)} як образ компактної множини при неперервному відображенні, теж є компактною, а тому і замкнутою множиною. Оскільки {\displaystyle 0\not \in f(X)} то {\displaystyle \lambda >0}. Нехай число {\displaystyle 0<\delta <\lambda }.
Якщо {\displaystyle Y} є підмножиною {\displaystyle X} діаметру {\displaystyle \delta }, то існує {\displaystyle x_{0}\in X}, така що  {\displaystyle Y\subseteq B_{\delta }(x_{0})}, де {\displaystyle B_{\delta }(x_{0})} позначає кулю радіуса {\displaystyle \delta } з центром у точці {\displaystyle x_{0}} (за {\displaystyle x_{0}} можна обрати будь-яку точку множини {\displaystyle Y}). Оскільки {\displaystyle f(x_{0})\geq \lambda >\delta } то хоча б для одного {\displaystyle i} виконується нерівність {\displaystyle d(x_{0},C_{i})>\delta }. Але це означає, що {\displaystyle B_{\delta }(x_{0})\subset A_{i}} і тому {\displaystyle Y\subseteq A_{i}}.